# Clothodidae
Clothodidae (лат.) — семейство эмбий, включающее эндемиков Нового Света. Обладают наиболее генерализованным набором признаков среди современных эмбий. 10-й абдоминальный тергит у самцов, как правило, цельный, не разделённый (если разделён, то выступы гемитергитов мелкие); гениталии самцов симметричные.

## Распространение
Центральная и Южная Америка. Ряд ископаемых представителей семейства были найдены в бирманском янтаре.

## Классификация
5 родов.
- Род Antipaluria — 7 видов
  - Antipaluria aequicercata Enderlein, 1912 — Колумбия
  - Antipaluria caribbbeana Ross, 1987 — Венесуэла
  - Antipaluria intermedia (Davis, 1939) — Венесуэла
  - Antipaluria marginata Ross, 1987 — Колумбия
  - Antipaluria panamensis Ross, 1987 — Панама
  - Antipaluria silvestris Ross, 1987 — Венесуэла
  - Antipaluria urichi (Saussure, 1896) — Тринидад
- Род †Atmetoclothoda — 1 вид
  - †Atmetoclothoda orthotenes Engel and Huang, 2016 — бирманский янтарь
- Род Chromatoclothoda — 5 видов
  - Chromatoclothoda albicauda Ross, 1987 — Колумбия
  - Chromatoclothoda aurata Ross, 1987 — Перу
  - Chromatoclothoda elegantula Ross, 1987 — Бразилия (AM)
  - Chromatoclothoda nana Ross, 1987 — Перу
  - Chromatoclothoda nigricauda Ross, 1987 — Перу
- Род Clothoda — 3 вида
  - Clothoda longicauda Ross, 1987 — Перу
  - Clothoda nobilis (Gerstaecker, 1888) — Бразилия (AM, AP, PA)
  - Clothoda septentrionalis Marino & Marquez, 1988 — Мексика
- Род Cryptoclothoda — 1 вид
  - Cryptoclothoda spinula Ross, 1987 — Бразилия (PA)